# Apudoma
L'Apudoma è un tumore che origina dalle cellule APUD, derivanti embriologicamente dalla cresta neurale, che costituiscono il cosiddetto "sistema neuroendocrino diffuso".

## Patogenesi
Le cellule della serie APUD derivano da cellule neuroendocrine, che presentano caratteristiche simili dovute alla comune origine dal neuroectoderma (nella maggioranza dei casi), e raramente dall'endoderma. Possono essere presenti tanto negli organi endocrini, quanto sparsi fra le cellule di altri tessuti. Il citoplasma è molto ricco di granuli di secrezione e al microscopio elettronico si presenta molto scuro.

## Origine del nome
Apudoma deriva dall'acronimo americano A.P.U.D. = Amine, Precursor, Uptake e Decarboxylation (sistema di captazione e decarbossilazione di precursori aminici).

## Sistemi interessati
L'Apudoma nella persona si può sviluppare nei polmoni, nella prostata, nella tiroide ed in tutto il sistema gastro-entero-pancreatico.